# Arenga brevipes
Arenga brevipes är en enhjärtbladig växtart som beskrevs av Odoardo Beccari. Arenga brevipes ingår i släktet Arenga och familjen Arecaceae. Inga underarter finns listade i Catalogue of Life.